# Mesolita scutellata
Mesolita scutellata là một loài bọ cánh cứng trong họ Cerambycidae.